# Google Pay (metodă de plată)
Google Pay (anterior Android Pay ) este un serviciu de plată mobil dezvoltat de Google pentru a alimenta achizițiile în aplicație, online și în persoană fără contact pe dispozitive mobile, permițând utilizatorilor să efectueze plăți cu telefoane, tablete sau ceasuri Android. Utilizatorii se pot autentifica printr-un PIN, un cod de acces sau elemente biometrice, cum ar fi scanarea feței 3D sau recunoașterea amprentei. 
Google pay s-a lansat în România în septembrie 2021.